# Wang Zongyuan
Wang Zongyuan (chiń. 王宗源; ur. 10 czerwca 1998 w Xiangyangu) – chiński skoczek do wody, mistrz i wicemistrz olimpijski z Tokio 2020 i z Paryża 2024, wielokrotny mistrz świata.

## Biografia
W wieku czterech lat rozpoczął uprawiać gimnastykę, którą trzy lata później porzucił na rzecz skoków do wody. Po zwycięstwie w prowincjonalnych zawodach został wypatrzony przez skautów i przyjęty do klubu skoków do wody w Wuhanie.

## Udział w zawodach międzynarodowych
| Impreza                     | Rok  | Gospodarz | Trampolina | Trampolina | Trampolina      |
| Impreza                     | Rok  | Gospodarz | 1 m indyw. | 3 m indyw. | 3 m synch. męż. |
| --------------------------- | ---- | --------- | ---------- | ---------- | --------------- |
| Igrzyska olimpijskie        | 2021 | Tokio     | —          | 02 !       | 01 !            |
| Igrzyska olimpijskie        | 2024 | Paryż     | —          | 02 !       | 01 !            |
| Mistrzostwa świata          | 2019 | Gwangju   | 01 !       | —          | —               |
| Mistrzostwa świata          | 2022 | Budapeszt | 01 !       | 01 !       | 01 !            |
| Mistrzostwa świata          | 2023 | Fukuoka   | —          | 01 !       | 01 !            |
| Mistrzostwa świata          | 2024 | Doha      | —          | 01 !       | 01 !            |
| Mistrzostwa świata juniorów | 2018 | Kijów     | 01 !       | —          | 5               |